# نيكوتشيا

موقع مدينة نيكوتشيا في الأرجنتين

نيكوتشيا (Necochea) مدينة ساحلية تقع في محافظة بوينس أيرس (Buenos Aires) شرق الأرجنتين .

## المناخ
يظهر الجدول التالي التغييرات المناخية على مدار السنة لنيكوتشيا:
| البيانات المناخية لـنيكوتشيا                                     | البيانات المناخية لـنيكوتشيا | البيانات المناخية لـنيكوتشيا | البيانات المناخية لـنيكوتشيا | البيانات المناخية لـنيكوتشيا | البيانات المناخية لـنيكوتشيا | البيانات المناخية لـنيكوتشيا | البيانات المناخية لـنيكوتشيا | البيانات المناخية لـنيكوتشيا | البيانات المناخية لـنيكوتشيا | البيانات المناخية لـنيكوتشيا | البيانات المناخية لـنيكوتشيا | البيانات المناخية لـنيكوتشيا | البيانات المناخية لـنيكوتشيا |
| الشهر                                                            | يناير                        | فبراير                       | مارس                         | أبريل                        | مايو                         | يونيو                        | يوليو                        | أغسطس                        | سبتمبر                       | أكتوبر                       | نوفمبر                       | ديسمبر                       | المعدل السنوي                |
| ---------------------------------------------------------------- | ---------------------------- | ---------------------------- | ---------------------------- | ---------------------------- | ---------------------------- | ---------------------------- | ---------------------------- | ---------------------------- | ---------------------------- | ---------------------------- | ---------------------------- | ---------------------------- | ---------------------------- |
| متوسط درجة الحرارة الكبرى °م (°ف)                                | 27.6 (81.7)                  | 26.5 (79.7)                  | 24.6 (76.3)                  | 21.0 (69.8)                  | 16.6 (61.9)                  | 13.2 (55.8)                  | 13.1 (55.6)                  | 14.6 (58.3)                  | 17.5 (63.5)                  | 19.3 (66.7)                  | 22.4 (72.3)                  | 26.4 (79.5)                  | 20.2 (68.4)                  |
| المتوسط اليومي °م (°ف)                                           | 20.9 (69.6)                  | 20.0 (68.0)                  | 18.1 (64.6)                  | 14.7 (58.5)                  | 11.1 (52.0)                  | 8.4 (47.1)                   | 8.2 (46.8)                   | 8.8 (47.8)                   | 11.2 (52.2)                  | 13.3 (55.9)                  | 15.9 (60.6)                  | 19.6 (67.3)                  | 14.2 (57.6)                  |
| متوسط درجة الحرارة الصغرى °م (°ف)                                | 13.7 (56.7)                  | 13.1 (55.6)                  | 11.8 (53.2)                  | 9.0 (48.2)                   | 6.2 (43.2)                   | 4.0 (39.2)                   | 3.6 (38.5)                   | 3.4 (38.1)                   | 4.8 (40.6)                   | 7.2 (45.0)                   | 8.8 (47.8)                   | 12.4 (54.3)                  | 8.2 (46.8)                   |
| الهطول مم (إنش)                                                  | 85 (3.3)                     | 71 (2.8)                     | 101 (4.0)                    | 83 (3.3)                     | 51 (2.0)                     | 72 (2.8)                     | 57 (2.2)                     | 39 (1.5)                     | 47 (1.9)                     | 75 (3.0)                     | 47 (1.9)                     | 102 (4.0)                    | 830 (32.7)                   |
| متوسط أيام هطول الأمطار                                          | 9                            | 9                            | 11                           | 10                           | 10                           | 12                           | 12                           | 9                            | 7                            | 12                           | 9                            | 12                           | 122                          |
| متوسط الأيام المثلجة                                             | 0                            | 0                            | 0                            | 0                            | 0                            | 0.7                          | 0.1                          | 0.1                          | 0                            | 0                            | 0                            | 0                            | 0.9                          |
| متوسط الرطوبة النسبية (%)                                        | 67                           | 73                           | 76                           | 78                           | 83                           | 85                           | 86                           | 81                           | 78                           | 79                           | 72                           | 68                           | 77                           |
| ساعات سطوع الشمس الشهرية                                         | 238.7                        | 223.2                        | 198.4                        | 168.0                        | 117.8                        | 96.0                         | 108.5                        | 164.3                        | 165.0                        | 198.4                        | 231.0                        | 213.9                        | 2٬123٫2                      |
| ساعات سطوع الشمس اليومية                                         | 7.7                          | 7.9                          | 6.4                          | 5.6                          | 3.8                          | 3.2                          | 3.5                          | 5.3                          | 5.5                          | 6.4                          | 7.7                          | 6.9                          | 5.83                         |
| المصدر #1: Servicio Meteorológico Nacional, UNLP (snowfall data) |                              |                              |                              |                              |                              |                              |                              |                              |                              |                              |                              |                              |                              |
| المصدر #2: (sun 1971–1980)                                       |                              |                              |                              |                              |                              |                              |                              |                              |                              |                              |                              |                              |                              |

## أعلام
- إدواردو خيرمان أوتيرو
- لويس أنطونيو رودريغيز
- فرانكو بيريز
- استيبان مارتينيز
- هيلاريو فرنانديز لونغ
- فاكوندو بوش